# Biate
Biate è una città dell'India di 2.227 abitanti, nel distretto di Serchhip, nello stato federato del Mizoram. In base al numero di abitanti la città rientra nella classe VI (meno di 5.000 persone).

## Geografia fisica
La città è situata a 23° 16' 05 N e 93° 05' 53 E.

## Società

### Evoluzione demografica
Al censimento del 2001 la popolazione di Biate assommava a 2.227 persone, delle quali 1.137 maschi e 1.090 femmine. I bambini di età inferiore o uguale ai sei anni assommavano a 262, dei quali 149 maschi e 113 femmine. Infine, coloro che erano in grado di saper almeno leggere e scrivere erano 1.939, dei quali 984 maschi e 955 femmine..